# Julián Carrón
Julián Carrón (ur. 25 lutego 1950 w Navaconcejo) – hiszpański ksiądz katolicki, teolog.
Od śmierci Luigi Giussani, stoi na czele katolickiego ruchu Comunione e Liberazione.
Święcenia kapłańskie przyjął w 1975 r. Od 19 maja 2011 konsultor Papieskiej Rady ds. Nowej Ewangelizacji.